# Ancistrachne
Genre
Ancistrachne est un genre de plantes monocotylédones de la famille des Poacées (appelées autrefois graminées).